# Dinami
Dinami é uma comuna italiana da região da Calábria, província de Vibo Valentia, com cerca de 3.542 habitantes. Estende-se por uma área de 44 km², tendo uma densidade populacional de 81 hab/km². Faz fronteira com Acquaro, Dasà, Gerocarne, Mileto, San Pietro di Caridà (RC), Serrata (RC).

## Demografia
| Variação demográfica do município entre 1861 e 2011                               |
|                                                                                   |
| Fonte: Istituto Nazionale di Statistica (ISTAT) - Elaboração gráfica da Wikipedia |

## Galeria

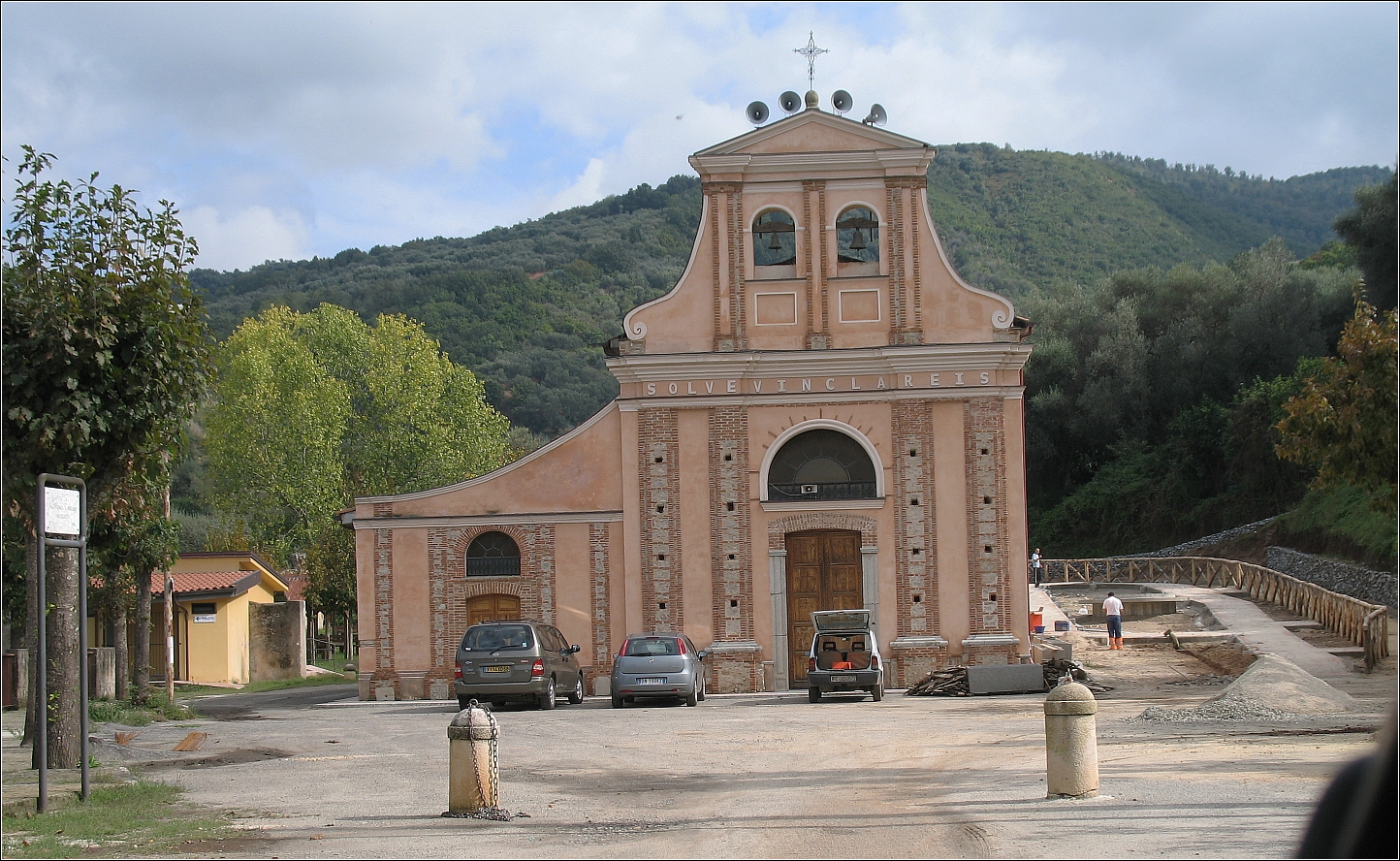
Santuario Maria della Catena
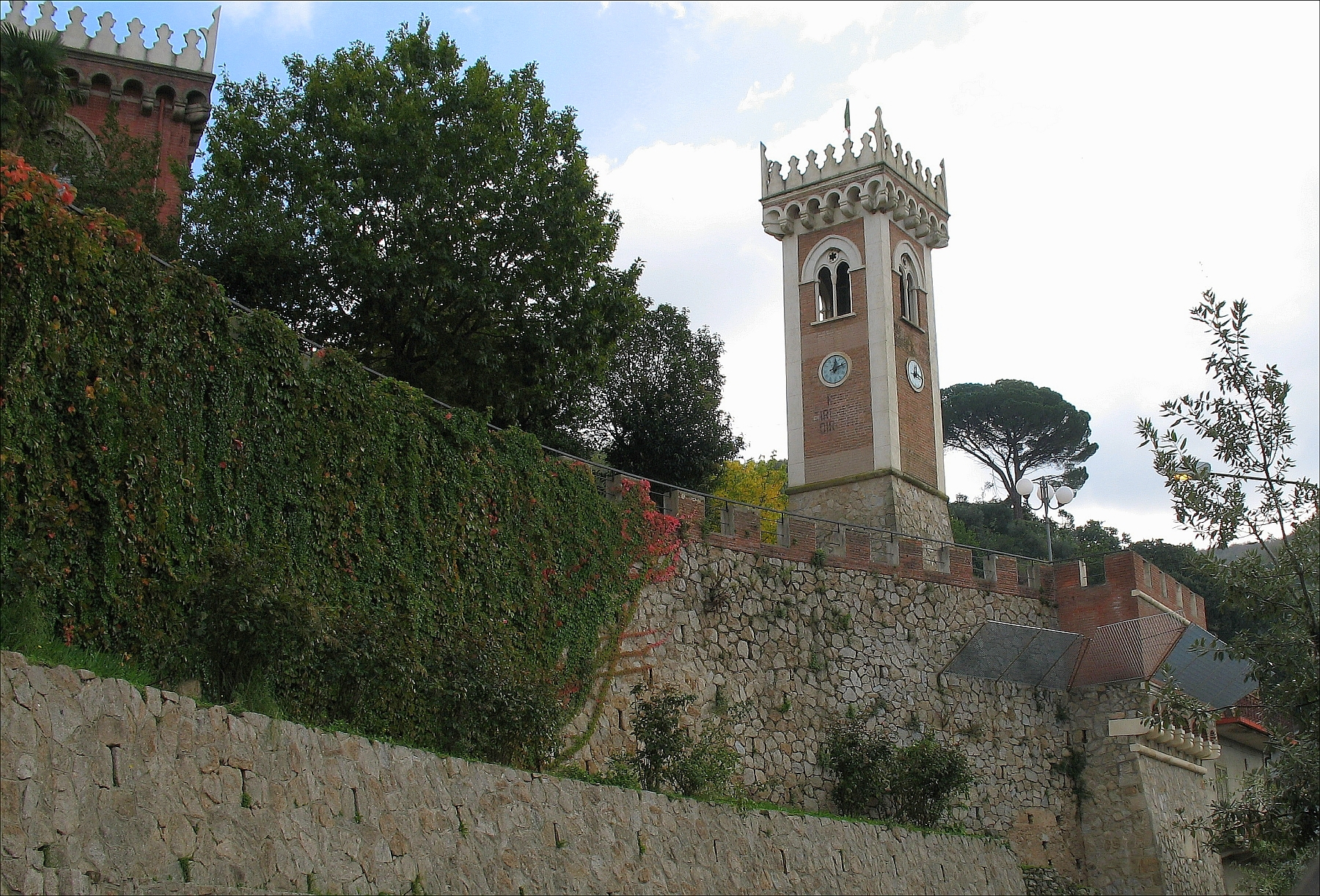
Torre dell'orologio
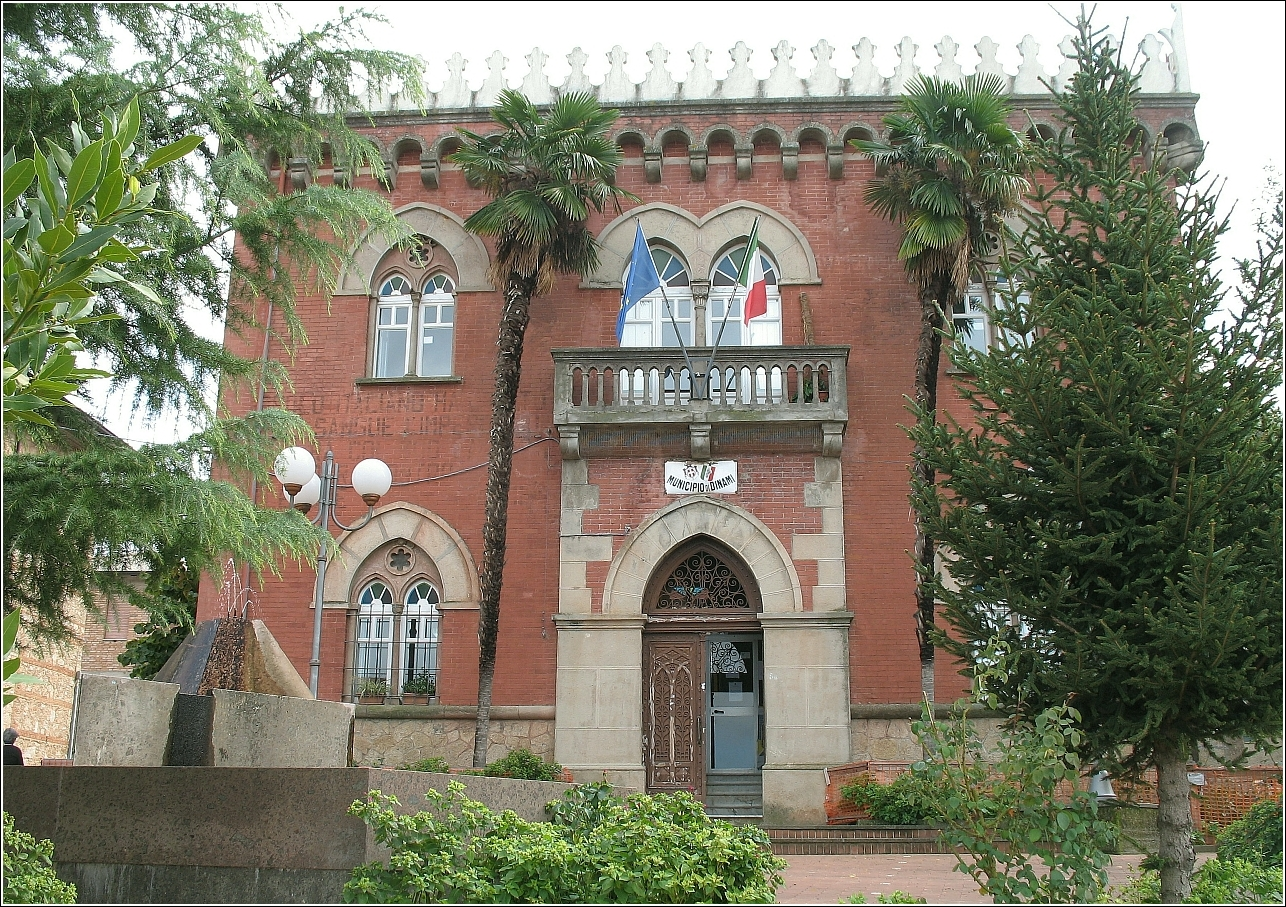
Il Municipio